# Diszon
Diszon (hebr. דישון; ang. Dishon) – moszaw położony w Samorządzie Regionu Mewo’ot ha-Chermon, w Dystrykcie Północnym, w Izraelu.

## Położenie
Leży w północnej części Górnej Galilei, w Górach Naftali w odległości 1 kilometra na południowy wschód od granicy z Libanem i 12,5 km na północ od miasta Safed.

## Historia
Pierwotnie w rejonie tym znajdowała się arabska wioska Dajszum. Podczas wojny domowej w Mandacie Palestyny w rejonie wioski stacjonowały siły Arabskiej Armii Wyzwoleńczej. Podczas I wojny izraelsko-arabskiej w październiku 1948 Izraelczycy przeprowadzili operację Hiram. W dniu 30 października Dajszum została zajęta przez izraelskich żołnierzy. Następnie wioska została wysiedlona, a wszystkie domy wyburzono.
Współczesny moszaw został założony w 1953 przez imigrantów z Libii.

## Gospodarka
Gospodarka moszawu opiera się na rolnictwie i turystyce.